# Sirgiti
Sirgiti là một thị trấn thống kê (census town) của quận Bilaspur thuộc bang Chhattisgarh, Ấn Độ.

## Nhân khẩu
Theo điều tra dân số năm 2001 của Ấn Độ, Sirgiti có dân số 12.469 người. Phái nam chiếm 52% tổng số dân và phái nữ chiếm 48%. Sirgiti có tỷ lệ 64% biết đọc biết viết, cao hơn tỷ lệ trung bình toàn quốc là 59,5%: tỷ lệ cho phái nam là 75%, và tỷ lệ cho phái nữ là 52%. Tại Sirgiti, 15% dân số nhỏ hơn 6 tuổi.